# Ovadne
Ovadne (ucraniano: Ова́дне; polaco: Owadno) es un municipio rural y pueblo de Ucrania perteneciente al raión de Volodímir de la óblast de Volinia.
En 2018 el municipio tenía una población de 4888 habitantes, de los que unos mil doscientos vivían en la capital municipal y el resto repartidos en veinte pedanías. El municipio fue fundado en 2016 mediante la fusión de los consejos rurales de Ovadne, Bilyn, Halýnivka, Krasnostav y Haiký, a los que se añadió en 2020 el de Óvlochyn.
Se ubica unos 10 km al noreste de la capital distrital Volodímir, junto al río Túriya.

## Historia
Se conoce la existencia del pueblo en documentos desde 1545. En la partición de 1795 pasó a formar parte del Imperio ruso, que lo integró en la vólost de Verbá del uyezd de Volodímir de la gobernación de Volinia. En 1908 se abrió una estación del ferrocarril de Kóvel a Volodímir. En la Segunda República Polaca, tres de cada cuatro habitantes locales eran ucranianos. Antes de la fundación del actual municipio en 2016, Ovadne era sede de un consejo rural en el entonces conocido como "raión de Volodímir-Volinski", que únicamente incluía como pedanías a Verbá, Zhovtneve (el actual Susval) y Markélivka.